# Map of the Soul: 7
《Map of the Soul: 7》是南韓男子音樂團體防彈少年團的第四張韓語錄音室專輯暨出道以來第七張錄音室專輯，在2020年2月21日由Big Hit娛樂發行。本專輯為2019年發行的迷你專輯《Map of the Soul: Persona》的續作，發行時亦收錄《Map of the Soul: Persona》的所有5首曲目，並且反映防彈少年團出道七年來的旅程和成長。《Map of the Soul: 7》被描述為一張含有流行、R&B和嘻哈的音樂專輯，其中包含搖滾、陷阱和EDM等都市當代流派的影響力。在歌詞上，它涉及反思、內省和自我接受的主題。
在《Map of the Soul: 7》中，防彈少年團與海爾希共同製作敬微小事物的詩，與紅髮艾德共同為Make it Right填詞，與特洛伊·希文共同為Louder Than Bombs填詞，而希雅在On中客串。本專輯主要由Pdogg製作，另外SUGA、Jimin、Fred Again、Hiss Noise、El Capitxn、Supreme Boi、Arcades以及其他音樂人亦參與本專輯的製作。這張專輯一經發行就獲得評論界的好評，人們對唱片的反思敘事和嘗試各種風格的連貫製作表示稱讚。
《Map of the Soul: 7》因為在超過20個國家專輯排行榜登上冠軍，且成為2020年全球最暢銷專輯，因此這張專輯在商業上取得巨大成功，而防彈少年團更是第一個在全球五大音樂唱片市場名列第一的亞洲團體。在美國，這張專輯在發行第一周以422,000個专辑等价单位（含銷售量347,000）登上告示牌二百大專輯榜冠軍，因此成為連續第四張登上該榜單冠軍的防彈少年團專輯。這張專輯在發行後9天內的銷售量突破410萬張，不僅寫下Gaon專輯榜新紀錄，也因為成為南韓最暢銷專輯而拿下金氏世界紀錄。這張專輯不僅獲得韓國音樂內容協會（KMCA）四百萬認證，也在美國和日本獲得白金認證，並且在其他七個國家獲得金認證。
收錄於《Map of the Soul: 7》的兩首單曲Black Swan和On均登上美國告示牌百大單曲榜，其中Black Swan登上最高排名第57，而On則登上最高排名第4，並成為第一首在該榜單登上前五名的防彈少年團歌曲。《Map of the Soul: 7》在2020年Genie音樂獎、2020年Mnet亞洲音樂大獎、2020年甜瓜音乐奖以及第46届人民选择奖獲得年度專輯獎，收錄曲On在2020年MTV音乐录影带大奖獲得最佳流行歌曲、最佳编舞以及最佳韩国流行歌曲獎項。為了宣傳這張專輯，防彈少年團登上《詹姆斯·柯登深夜秀》、《吉米·法伦今夜秀》，並且在《M Countdown》、《音樂銀行》以及《人氣歌謠》等南韓音樂節目做打歌宣傳，另外也宣布展開第四輪世界巡迴演唱會「Map of the Soul Tour」。

## 背景

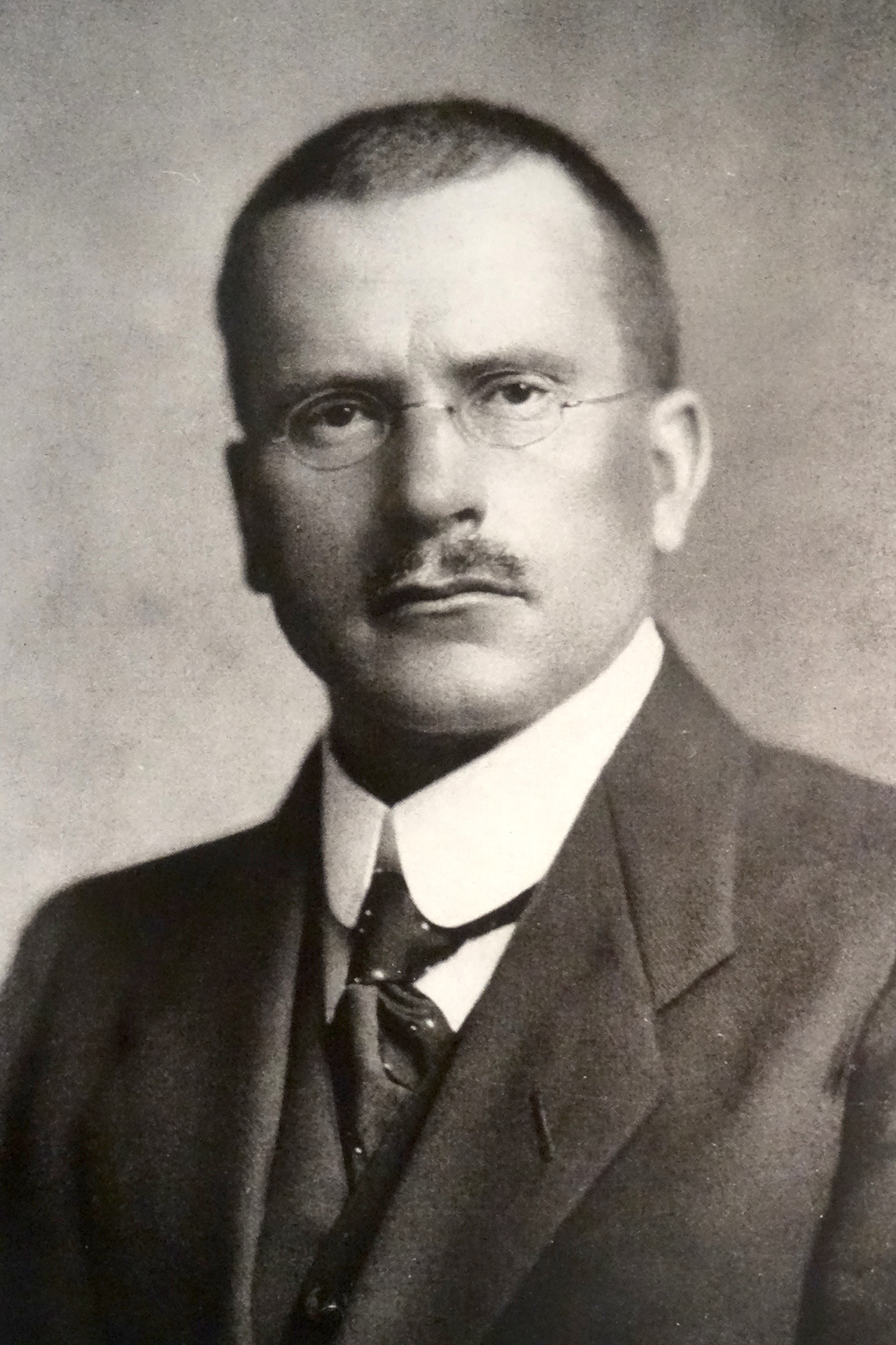
《Map of the Soul: 7》的主題是基於卡尔·荣格（如圖）的分析心理学理論——人格面具、心理陰影和自我

在2019年發行第6張迷你專輯《Map of the Soul: Persona》之後，防彈少年團在「愛自己世界巡迴演唱會」期間進行長時間放鬆和休息，以利準備重新展現自己以音樂家和創作者的身份，並且享受20多歲年輕人的生活。在《Map of the Soul: 7》正式發布之前，音樂記者和歌迷猜測《Map of the Soul》將是三部曲，而即將推出的專輯將按照榮格心理學的主題命名——人格面具、心理陰影和自我。RM後來證實，這張專輯原本打算成為三部曲的一部分，直到防彈少年團改變這項計劃並進行長時間的休息。他評論道：「我們想：『我們為什麼不把它們合併成一張專輯呢？』心理陰影意味著我們的傷口，自我意味著接受我們的命運，所以『7』是一個非常合適的標題，代表我們在七個月後回來了。」在專輯正式發行之前，《Map of the Soul: 7》被《告示牌》、《滾石雜誌》、《Vogue》以及《Vulture》等諸多雜誌媒體名列為2020年最受期待的專輯之一。

## 音樂與歌詞
《Map of the Soul: 7》是防彈少年團上一張迷你專輯《Map of the Soul: Persona》的續作，而《Map of the Soul: Persona》是基於莫瑞·史丹《Jung's Map of the Soul》的靈感所製作的音樂專輯。這張專輯拓展人類心理学的主題和概念——“人格面具”、“心理陰影”和“自我”，並追溯防彈少年團出道7年以來的歷程和成長。本專輯共收錄20首歌曲，其中15首為新歌曲，另外5首是該團體之前發行《Map of the Soul: Persona》所收錄的歌曲，是他們迄今為止曲目總計時間最長的錄音室專輯。當SUGA談述這張專輯的幕後製作團隊時，他表示說：「我們花了更長的時間，這是我們很長一段時間以來的第一張完整專輯。但是製作一張專輯不僅僅是製作音樂，而且我們有歌曲、編舞和許多其他隨之而來的元素，所以花了一些時間。」防彈少年團將《Map of the Soul: 7》描述為“深度個人化”，並且具有自我參照性，因此讓團員能夠更深入地透過音樂來分享他們彼此的個人故事。
《Map of the Soul: 7》被描述為一張富含流行、R&B以及嘻哈元素的音樂專輯，並在節拍和製作當中融入搖滾、陷阱和EDM的影響力，並且探索其他廣泛的音樂風格和流派，包括情绪说唱、搖滾說唱、流行搖滾、拉丁流行、流行說唱、電子流行、迪斯科放克、合成器流行和非洲流行音樂，而在樂器錄製上主要由吉他線和鼓構成。從聲音上來說，這張概念專輯是多元化的，有饒舌歌曲、慢節奏的抒情歌曲和前衛風格的音樂，至於從歌詞上來看，這張專輯觸及反思、內省和團體自我接納之路的主題。在SUGA接受札克·桑的訪談當中，他解釋說：「貫穿整張專輯的一個訊息是，你必須面對自己內心的陰影，但要抵制被淹沒在它的深處。」
說到這張專輯，它的名字叫《Map of the Soul: 7》，我們有七個人一起工作七年。這張專輯不僅僅是靈感，還包含我們的故事。——提及專輯標題的SUGA，《綜藝》

### 歌曲
《Map of the Soul: 7》從一首由RM所演唱的嘻哈和陷阱曲目Intro: Persona做展開，這首歌曲取樣自防彈少年團在2014年發行的迷你專輯《Skool Luv Affair》中的Intro: Skool Luv Affair，並在製作中使用吉他、粗糙的即興演奏和自动调谐，另外也利用背景回音來營造出類似美國樂團野獸男孩作品的復古聲音。RM在Warped巡迴風格的搖滾吉他、「高音副歌」和Game Boy樣本的基礎上積極地饒舌這些主歌。從歌詞上看，Intro: Persona直接引用榮格的原型，並看到RM試圖回答這個問題：“我是誰？”AllMusic表示，Intro: Persona深入探討內心的黑暗與修剪整齊的外在形象之間的鬥爭。收錄《Map of the Soul: 7》的第二首曲目敬微小事物的詩是一首俏皮有趣的泡泡糖流行、Nu-disco和電子流行歌曲，包含迪斯科、EDM、放克、合成器和80年代流行元素。敬微小事物的詩客串美國女歌手海爾希，並且演唱副歌和Hook段落。作為該團體在2014年發行的歌曲Boy In Luv之平行曲目，敬微小事物的詩的歌詞是關於在生活中最小的事情中尋找幸福和快樂。
收錄《Map of the Soul: 7》的第三首曲目Make It Right為R&B曲風歌曲，由英國男歌手紅髮艾德擔任共同作詞曲，在合成器的驅動下，防彈少年團利用重假嗓子的聲音和Belting唱法，以呼吸聲、近距離麥克風的強度來唱其歌詞，另外Make It Right還包括貫穿整首歌的循環喇叭，並且與00年代聲音如艾米瑞的1 Thing和Mario的Let Me Love You進行比較。《紐約時報》指出，Make It Right有一些紅髮艾德的標誌性軟靈魂姿態，但防彈少年團將它們渲染得非常複雜。第四首曲目Jamais Vu是這張專輯中的第一首小分隊歌曲暨谣曲，由團員田柾國、J-Hope和Jin演唱，並且抒情地講述當熟悉的事物感覺陌生時的情感。第五首曲目Dionysus被RM描述為“創造某些東西的快樂和痛苦”，而歌名來自希臘放蕩和放縱之神狄俄倪索斯。Dionysus是一首搖滾說唱、合成器流行和嘻哈歌曲，包括多部分Hook、陷阱分解联奏和結尾副歌中的雙拍鼓。Dionysus以Jin的“搖滾即興表演”為特色，其中防彈少年團使用“金屬啟發的高音”、“猛烈的饒舌主歌”和“自動調音的人聲”來驅動搖滾樂器，在歌詞上談論明星地位、影響和藝術完整性，用飲酒來比喻團體創造持久藝術的願望。《Pitchfork》記者Noah Yoo將Dionysus與肯德里克·拉马尔在2012年發行的單曲Swimming Pools (Drank)進行比較，後者也是對酗酒的沉思，並將Dionysus描述為偽裝成派對開場白的存在主義反省時刻。
收錄《Map of the Soul: 7》的第六首曲目為SUGA所獨唱的Interlude: Shadow，並採樣防彈少年團在2013年發行的第一張迷你專輯《O! R U L8, 2?》，這首情绪说唱歌曲以電吉他編曲的中速節奏做開頭 ，而在歌詞中，SUGA唱出名聲和成功帶來的恐懼和不安全感，《滾石雜誌》編者將Interlude: Shadow稱為「防彈少年團頂級實力的典型例子：一個既充滿個性又充滿普遍性的流行時刻」。第七首曲目Black Swan是一首情绪说唱歌曲，使用陷阱鼓節奏和憂鬱的低保真風格吉他曲調，另外還以云雾说唱為特色，並包含一個朗朗上口的Hook，Black Swan歌詞以陰沉的器樂編曲為背景，表達對失去音樂熱情的恐懼。Black Swan以狂想曲的旋律為基礎，以失真的人聲和傳統的12弦韓國樂器伽倻琴為特色，並作為這張專輯的第一首官方發行的先行單曲。《新音乐快递》稱Black Swan為令人難以忘懷、憂鬱的曲線球，不僅偏離了直接、適合廣播的選擇，也將藝術性置於大眾吸引力之上，另外有一些評論家將Black Swan與防彈少年團在2018年發行的單曲Fake Love進行比較。第八首曲目Filter是一首拉丁流行風格的歌曲，由Jimin演唱，展現他作為一個人的不同側面。田柾國演唱的第九首曲目時差是一首動人的R&B歌曲，講述因事業而放棄青少年時期的經歷。《告示牌》注意到時差使用「堅韌」的吉他連複段，並且為時差添加溫和的搖滾效果。第十首曲目Louder Than Bombs是一首由特洛伊·希文共同作詞曲的電子流行謠曲，具有由低音主導的節拍器節拍和假聲和聲。
收錄於《Map of the Soul: 7》的第十一首曲目暨本專輯的主打歌曲On是一首響亮、活潑的嘻哈聖歌，以行進樂隊風格的內爆鼓聲拉開序幕，並融合副歌和聲和陷阱節拍。歌名On參考自防彈少年團在2013年發行的單曲N.O.，而On的歌詞「Can’t Hold me down / 'Cuz you Know I’m a Fighter」和「Bring the pain on」強調這張專輯對抗黑暗、接受錯誤並繼續前進的主題，至於《綜藝》則是將On描述為「對粉絲的勸告，也是對自己職業生涯的致敬」。第十二首曲目UGH!是一首擬聲嘻哈歌曲，防彈少年團的饒舌成員（RM、J-Hope和SUGA）在「逼真」的東方連復段、動蕩的弦樂、槍聲效果和叮噹作響的合成器的背景下表達他們對惡意仇恨者的憤怒，而UGH!被拿去跟流浪者合唱團和特拉维斯·斯科特的作品進行比較。由防彈少年團主唱成員（Jin、田柾國、V和Jimin）所演唱的第十三首曲目00:00 (Zero O'Clock)是一首真誠的輕柔流行謠曲，並且具有舒緩的假聲、和聲和陷阱節拍，從歌詞上來說，00:00 (Zero O'Clock)是在提醒每個人無論正在經歷什麼都要保持快樂，而且每一天都是一個新的開始。Jimin和V所演唱的第十四首曲目朋友是一首帶有卡利普索節奏的流行搖滾歌曲，透過俏皮的歌詞來描繪他們親密的友誼。V演唱的第十五首曲目Inner Child是一首雄偉的歌曲，不僅充滿天國的隱喻，還講述他所面臨的充滿挑戰的時代。Jin演唱的第十六首曲目Moon是一首歡快的吉他驅動流行搖滾歌曲，並且表達對歌迷的喜愛。第十七首曲目Respect是由RM和SUGA演唱的流行說唱歌曲，他們在其中探討這個詞的意思。第十八首曲目We Are Bulletproof: The Eternal為防彈少年團在2013年發行的歌曲We Are Bulletproof: Part 2的續曲，並且用沉思的電子鋼琴謠曲來總結「防彈少年團」（방탄소년단）的整個旅程：韓語名字和團體背後的意義。J-Hope獨唱的第十九首曲目Outro: Ego為這張專輯畫下一個句點，當中取樣自2013年出道專輯《2 COOL 4 SKOOL》，Outro: Ego在製作上使用非洲節奏聲音，而Outro: Ego的歌詞讓他反思自己的職業生涯以及他所面臨的決定和困難，並且以自我和自我的宣言做結束。

## 專輯藝術與包裝
《Map of the Soul: 7》的品牌、藝術和專輯設計以分層數字「7」品牌標誌為中心，由圖形工作室「Sparks Edition」做設計，並代表防彈少年團七年來的漫長旅程。每個防彈少年團成員都透過分層品牌標誌中不同的字体「7」來體現各自的身份和個性，而設計單位也另外創作四種不同的品牌標誌設計，來搭配每個專輯版本的概念照片。
防彈少年團在《Map of the Soul: 7》的發行當中共推出四個版本，並附有各自不同的概念照片。在第一版中，團員們身穿白衣，將成員描繪成「渴望完美」的天鵝。在更黑暗的主題中，第二版將他們描繪成擁有漆黑翅膀的墮落天使，暗指他們的單曲Black Swan並代表“無法抑制的渴望”。在第三版中，他們坐在華麗的酒神盛宴中，手持金色聖杯，傳達出一種「召喚和意志的感覺」。第四版與先前的黑暗主題形成鮮明對比，不但以年鑑相冊的方式完成，而且也側重於描繪每個成員的“真實自我”的個性。

## 發行與宣傳

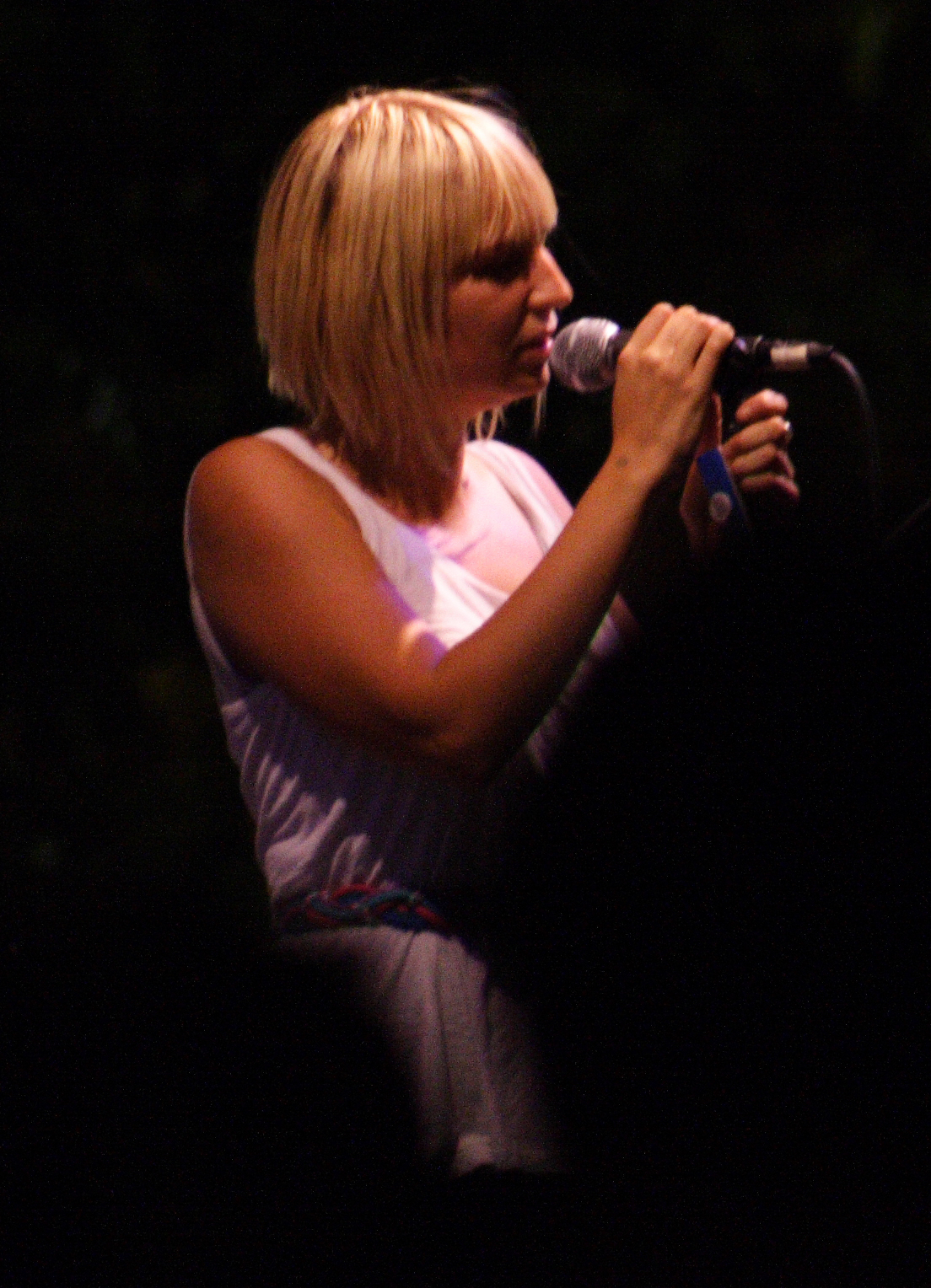
澳洲女歌手希雅（如圖）客串本專輯主打单曲的數位版本

2020年1月7日，防彈少年團宣布專輯名稱將定調為《Map of the Soul: 7》，並宣布從1月9日開始開放專輯預購。1月8日，官方發布該專輯的「回歸流程圖」，不僅展示分為四個階段的時間軸，也包含專輯中兩首單曲的發行日期在內的時間點。1月9日，防彈少年團發布由SUGA演出的官方專輯回歸預告「Interlude: Shadow」，2月2日，該團體發布第二支回歸預告，並配上J-Hope演唱的Outro: Ego。《Paper》編者Matt Moen表示，從2月9日到2月12日，該團體發布四種不同系列的概念照片集，並為歌迷提供對專輯很期待之新見解。2月17日，該團體透露本專輯將收錄20首歌曲，其中五首先前收錄於《Map of the Soul: Persona》，另外在數位版本當中亦收錄客串澳洲女歌手希雅的主打單曲On之額外版本。2月20日於專輯正式發行前一天，Big Hit娛樂對外發布收錄歌曲的相關細節。2月21日，官方在歌曲正式發行前12小時於短影音平台TikTok發布On的30秒片段，隨後根據報導，TikTok瞬間湧入大量使用者而造成一度癱瘓，並且引發一系列舞蹈挑戰。同日，防彈少年團在專輯正式發行前幾個小時於美國紐約市的V LIVE廣播節目舉辦「特別回歸活動」。2月24日，防彈少年團為了要宣傳這張專輯而在南韓首爾舉辦全球記者會。2021年10月，收錄曲朋友將作為漫威影業電影《永恆族》的插曲。

### 單曲
專輯首支單曲Black Swan於2020年1月17日發行，並且在美國告示牌百大單曲榜和英國官方榜單公司單曲榜分別登上最高排名第57和第46，另外也在南韓Gaon單曲榜和美國告示牌世界單曲銷售榜分別登上最高排名第7和第2。Black Swan總共推出兩支音樂錄影帶，其一以「藝術電影」的形式呈現，由斯洛維尼亞現代舞團「MN Dance Company」進行詮釋舞蹈表演，於2020年1月17日在YouTube上發布；其二展示防彈少年團在豪華劇院表演的畫面，於2020年3月4日在YouTube上驚喜發布。防彈少年團在1月28日登上《詹姆斯·柯登深夜秀》首次表演Black Swan。
在迷你專輯《Map of the Soul: Persona》發行10個月後，Big Hit娛樂於2020年2月21日對外發行正規錄音室專輯《Map of the Soul: 7》，並且同時發布主打單曲On的舞蹈音樂錄影帶“Kinetic Manifesto Film: Come Prima”。這支錄影帶在發布後24小時內吸引4,650萬次觀看，成為YouTube平台在該時段內觀看次數第五多者。2月27日，官方發布電影般的On音樂錄影帶，在發布後幾分鐘內吸引154萬人同時線上觀看本錄影帶的首播，不僅打破YouTube最高首播觀覽人數紀錄，還寫下韓語YouTube影片史上最快超過一千萬次觀看者，這支音樂錄影帶在發布後24小時內取得4,380萬次觀看，不但超過看是你逼我的的紀錄，也寫下該時段於YouTube平台上觀看次數第七多者。在商業表現方面，On在美國以86,000次下載量加上1,830萬次串流量登上告示牌百大單曲榜第4名，不僅是防彈少年團的最大單周銷量歌曲，也是繼客串海爾希的敬微小事物的詩登上第8名以及Fake Love登上第10名之後第三首登上該榜單前10名的防彈少年團歌曲，因此On不但是防彈少年團第一支登上告示牌百大單曲榜前五名的歌曲，而且讓防彈少年團成為在告示牌百大單曲榜登上前10名次數最多的南韓藝人。另外，On也在美國告示牌世界單曲銷售榜和南韓Gaon單曲榜都登上冠軍，並且在2020年MTV音乐录影带大奖獲得最佳流行歌曲、最佳编舞以及最佳韩国流行歌曲獎項，而On的音樂錄影帶則獲得2020年英国音乐录影带大奖最佳國際流行歌曲录影带奖的提名。

### 表演
專輯發行後，防彈少年團首次在美國紐約市大中央車站大廳與《吉米·法伦今夜秀》連線表演On，而這樣的表演被節目組稱為該節目“最高製作規模的劇集之一”，另外防彈少年團也在《詹姆斯·柯登深夜秀》、NBC《今日秀》、《MTV Fresh Out》以及《吉米·法伦今夜秀》表演On。接下來兩周，防彈少年團於KBS《音樂銀行》、Mnet《M Countdown》以及SBS《人氣歌謠》等南韓音樂節目表演Black Swan和On。

### Connect, BTS
2020年1月，防彈少年團和Big Hit娛樂在專輯《Map of the Soul: 7》發行前展開「Connect, BTS」專案，這項專案是一個全球公共藝術項目，並邀請從倫敦、柏林、布宜諾斯艾利斯、首爾和紐約五個城市的22名當代藝術家共同參與製作，並於該年一月到三月底展出。根據「Connect, BTS」官網資訊，這項專案由與防彈少年團理念產生共鳴的國際策展人開發，旨在重新定義藝術與音樂、物質與非物質、藝術家與觀眾、藝術家與藝術家、理論與實踐之間的關係。這項專案在1月14日從倫敦蛇形畫廊展開，推出丹麥藝術家雅各·庫茨克·史汀森對古代森林的數位再現「Catharsis」，其他作品包括英國雕塑家安东尼·葛姆雷使用11公里長的鋁管在紐約布魯克林大橋上創作的「太空繪畫」。在阿根廷，當地當代藝術家托馬斯·薩拉切諾發起他的環保項目“Aerocene Pacha”，該項目成功地利用太陽能熱氣球將人類送入大薩利納斯上空，並且創造出多項無丙烷飛行的新世界紀錄。在首爾，东大门设计广场展示出英國藝術家安·維羅妮卡·詹森斯和韓國藝術家Yiyun Kang的裝置作品，旨在表達“防彈少年團標誌性舞蹈動作的重新想像”，另外在柏林马丁·格罗皮乌斯博物馆舉辦一項由17位藝術家參與的表演藝術計畫「Rituals of Care」。

### 演唱會
2020年1月21日，為了要宣傳迷你專輯《Map of the Soul: Persona》和正規錄音室專輯《Map of the Soul: 7》，防彈少年團官方宣布將展開第四輪世界巡迴演唱會暨第二輪大型體育館演唱會「Map of the Soul Tour」，本次演唱會原定在2020年4月11日於南韓蠶室奧林匹克主競技場舉辦本次巡演的第一場演出，但因為2019冠狀病毒病疫情而造成當初敲定的南韓演出場次宣告取消，而經紀公司也宣布延後往後演出日期。後來在2020年10月10日以及11日，經紀公司舉辦「BTS Map of the Soul ON:E」兩日線上付費虛擬演唱會，總共吸引993,000名觀眾同時線上觀覽。

## 專業評價
| 綜合得分                 | 綜合得分 |
| 來源                     | 評分     |
| ------------------------ | -------- |
|                          | 7.6/10   |
|                          | 82/100   |
| 評論得分                 |          |
| 來源                     | 評分     |
| AllMusic                 | [ 54 ]   |
| 《Clash》                | 8/10     |
| 《前音後果》             | B+       |
| 《伦敦旗帜晚报》         | [ 4 ]    |
| 《Exclaim!》             | 8/10     |
| 《獨立報》               | [ 2 ]    |
| 《The Line of Best Fit》 | 10/10    |
| 《新音乐快递》           | [ 22 ]   |
| 《Pitchfork》            | 6.3/10   |
| 《滾石雜誌》             | [ 1 ]    |

《Map of the Soul: 7》收到許多音樂評論員的好評，其中Metacritic對主流出版物的評論進行了標準化評分（滿分100分），根據12條評論，這張專輯的平均得分為82分，表明「普遍好評」，至於資訊彙集公司「AnyDecentMusic?」則是根據他們對關鍵共識的評估，給這張專輯評7.6分（滿分10分）。
《滾石雜誌》編者稱《Map of the Soul: 7》為“防彈少年團迄今為止最精彩的專輯，展示他們對不同流行風格的掌握”，另外他也讚揚這張專輯中凝聚力廣泛且多樣化的聲音。《Clash》編者德布·阿德林科米也讚揚這張專輯的聲音多樣性，並表示：“雖然這張專輯的聲音範圍廣泛，但它仍然透過歌詞和整體情感來保持這張專輯的連續性。”《The Line of Best Fit》編者索菲亞·西蒙·巴歇爾將這張專輯描述為一張令人印象深刻、令人興奮且感人又製作精良的專輯，並且積極地總結道，這張專輯是一封寫給痛苦、寫給我們內心陰影的情書……這是一個提醒哪裡有黑暗，哪裡就有光明，而且總能找到它。AllMusic記者尼爾·楊讚揚這張專輯的概念和製作，並且寫道：“它們將嘻哈、流行和舞蹈領域的當代潮流轉變為一種恰如其分的防彈少年團獨特經驗。”《洛杉磯時報》編者奧古斯特·布朗寫道，這張專輯是關於樂隊的，關於在瘋狂名聲的嚴酷考驗中形成和經受考驗的關係，以及防彈少年團迄今為止製作的最黑暗、最奇怪但又最相關和最雄心勃勃的音樂，另外也評論說，這張專輯提到他們的嘻哈表演根源……但與當今朦朧、強硬的聲音相協調，並受到他們作為流行歌星多年來學到的一切的支持。
為《新音乐快递》撰稿的瑞安·戴利認為《Map of the Soul: 7》是一張充滿偉大想法、堅定信念和不加防範的情感的專輯。羅辛·奧康納在《獨立報》的評論中稱這張專輯為“一幅華麗的掛毯”，其中反復出現的主題講述防彈少年團編織著無數情感的二元性。《Stereogum》編者克里斯·德維爾將《Map of the Soul: 7》與披頭四樂隊的《白色專輯》進行比較，並寫道：「7有點像防彈少年團自己擁有的《白色專輯》，這張專輯不是透過有凝聚力的聲音，而是透過熟悉的個性融合來組合在一起的。」《Exclaim!》編者科里·範·登·霍根班德將這張專輯描述為一張真正為成員和粉絲而寫的專輯，在這張專輯中，該團體做出有意識的決定，進行實驗並付出更多自己的努力……並且專注於防彈少年團的特別之處：團員。《告示牌》編者塔瑪·赫爾曼將這張專輯概括為「明亮的音景」以及「慶祝防彈少年團所取得的成就」。《倫敦旗幟晚報》編者喬坎·恩伯利寫道，這張專輯是一張無可挑剔的精選集，並表示這張專輯寫得很好，演奏得令人欽佩。《紐約時報》的音樂評論員喬恩·卡拉馬尼卡表示：「7抓住了一個群體，防彈少年團團員確定自己在流行音樂體系中的地位，並開始渴望下一步該做什麼——這並不奇怪，因為防彈少年團已經達到自我意識的程度，因此所有人都意識到這一點。」在《Uproxx》發表的一篇評論中，德里克·羅西尼奧爾寫道：「《Map of the Soul: 7》是一張抒情上的反思專輯，也是一張樂器上的冒險專輯，因為防彈少年團在他們光鮮亮麗的流行保護傘下帶來了不同的影響。」切斯特·欽在《星報》的評論中發現這張專輯的聲音更加黑暗，並認為該團體已經達到音樂生涯中對藝術性的追求遠遠超過對商業敏感性的專輯之轉折點。《IZM》評論員金道憲（김도헌）認為這張專輯是對韓國流行音樂男子團體的歷史總結和縮影，同時也深入探討個人層面，並且回顧防彈少年團的過去生涯。

### 獲獎與提名
| 年份 | 頒獎典禮                | 入圍獎項                | 結果 | 參考    |
| ---- | ----------------------- | ----------------------- | ---- | ------- |
| 2020 | Genie音樂獎             | 年度專輯                | 獲獎 | [ 123 ] |
| 2020 | 甜瓜音樂獎              | 年度專輯                | 獲獎 | [ 124 ] |
| 2020 | Mnet亞洲音樂大獎        | 年度專輯                | 獲獎 | [ 125 ] |
| 2020 | 人民选择奖              | 2020年度專輯            | 獲獎 | [ 126 ] |
| 2021 | Gaon Chart Music Awards | 第1季度專輯部門年度歌手 | 獲獎 | [ 127 ] |
| 2021 | Gaon Chart Music Awards | 年度零售專輯            | 獲獎 | [ 127 ] |
| 2021 | 金唱片獎                | 專輯大賞                | 獲獎 | [ 128 ] |
| 2021 | 金唱片獎                | 專輯本賞                | 獲獎 | [ 128 ] |
| 2021 | 日本金唱片大獎          | 最佳三張亞洲專輯        | 獲獎 | [ 129 ] |
| 2021 | 韓國音樂大獎            | 年度專輯                | 提名 | [ 130 ] |
| 2021 | 韓國音樂大獎            | 最佳流行音樂專輯        | 提名 | [ 130 ] |
| 2021 | 首爾歌謠大賞            | 最佳專輯                | 獲獎 | [ 131 ] |
| 2021 | 首爾歌謠大賞            | 本賞                    | 獲獎 | [ 131 ] |

| 發行商           | 列表                    | 排名   | 參考    |
| ---------------- | ----------------------- | ------ | ------- |
| 《大西洋》       | 2020年最佳16張專輯      | 不適用 | [ 132 ] |
| 《告示牌》       | 2020年最佳50張專輯      | 33     | [ 133 ] |
| 《Cleveland》    | 2020年最佳專輯          | 28     | [ 134 ] |
| 《前音後果》     | 2020年50大專輯          | 12     | [ 135 ] |
| 《新音乐快递》   | 2020年最佳50張專輯      | 44     | [ 136 ] |
| 《PopCrush》     | 2020年最佳25張專輯      | 不適用 | [ 137 ] |
| 《PopSugar》     | 2020年最佳50張專輯      | 28     | [ 138 ] |
| 《滾石雜誌》     | 2020年最佳50張專輯      | 16     | [ 139 ] |
| 《滾石雜誌》     | 史上最佳50張概念專輯    | 25     | [ 140 ] |
| 《印度滾石雜誌》 | 2020年最佳10張K-POP專輯 | 1      | [ 141 ] |
| 《StyleCaster》  | 2020年最佳專輯          | 不適用 | [ 142 ] |
| 《南華早報》     | 2020年最佳15張K-POP專輯 | 1      | [ 143 ] |
| 《時代雜誌》     | 2020年最佳K-POP專輯     | 不適用 | [ 144 ] |
| 《Uproxx》       | 2020年最佳流行音樂專輯  | 16     | [ 145 ] |

## 商業表現
根據《Map of the Soul: 7》的唱片發行商Dreamus的說法，這張專輯在開放預購後六天內的預購量達到342萬張，超過防彈少年團自己創下的《Map of the Soul: Persona》268萬張預購量紀錄。2020年2月6日，《Forbes》報導稱這張專輯的全球預購量已經超過400萬張，而到2月18日為止，這張專輯預購量已超過402萬張。

### 北美洲
《Map of the Soul: 7》在美國以422,000专辑等价单位（包括347,000專輯純銷量）登上告示牌二百大專輯榜冠軍，這張專輯不僅是防彈少年團第四張登上該榜單冠軍的專輯，也是發行後首周登榜紀錄最高的防彈少年團專輯，甚至寫下2020年首周專輯銷量最高的新紀錄，而這項紀錄直到3月20日發行威肯的新專輯《黑潮時刻》為止，另外，這張專輯的總銷量也超過告示牌二百大專輯榜上排名其後的六張專輯之總銷量。這張專輯的主打單曲On在美國以86,000下載量加上1,830萬次串流量登上告示牌百大單曲榜第4名，成為當時單周銷量最高的防彈少年團單曲，On不僅是防彈少年團歌曲在該榜單的最高登榜紀錄暨第一首登上該榜單前五名的防彈少年團歌曲，而且是繼客串海爾希的敬微小事物的詩登上最高排名第8以及Fake Love登上最高排名第10之後第三首登上該榜單前10名的防彈少年團歌曲，因此讓防彈少年團成為登上告示牌百大單曲榜前10名次數最多的南韓藝人。2020年11月，《Map of the Soul: 7》因為擁有一百萬專輯等價單位而獲得美國唱片業協會（RIAA）白金認證，而這張專輯是繼2018年發行的精選專輯《Love Yourself 結 'Answer'》之後第二張獲得RIAA白金認證的防彈少年團專輯。《Map of the Soul: 7》在加拿大以23,000專輯等價單位登上告示牌加拿大專輯榜冠軍，因此成為繼《Love Yourself 結 'Answer'》和《Map of the Soul: Persona》之後第三張登上該榜單冠軍的防彈少年團專輯。《告示牌》在2020年底透露，根據MRC Data的數據，《Map of the Soul: 7》在美國以647,009張銷售量登上年度十大暢銷專輯榜第2名，僅次於泰勒絲的超過100萬張銷售量，另外《Map of the Soul: 7》也以646,000張銷售量成為美國年度排名第一的實體專輯。2021年2月，《Map of the Soul: 7》成為第一張能夠在美國告示牌二百大專輯榜連續52周榜上有名的防彈少年團專輯，也是繼《Love Yourself 結 'Answer'》之後第二張能在該榜單登榜時間長達一年的亞洲音樂專輯，到2021年9月為止，這張專輯在該榜單已有連續82周登榜紀錄。

### 亞洲

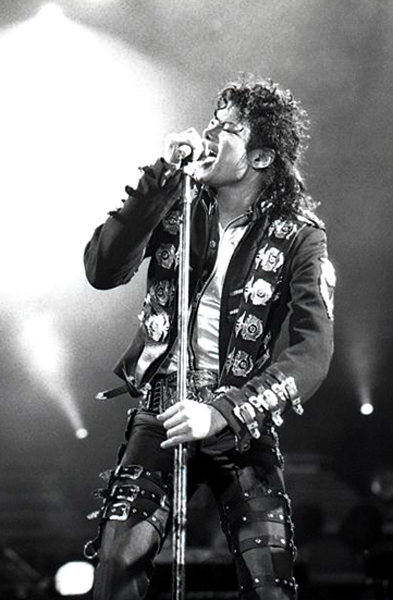
防彈少年團的《Map of the Soul: 7》在日本Oricon專輯榜登上冠軍，因此讓防彈少年團成為36年來首位登上該榜單冠軍的外國藝人。在這之前，迈克尔·杰克逊（如圖）憑著1984年發行的專輯《顫慄》登上該榜單冠軍。

《Map of the Soul: 7》在南韓登上Gaon專輯榜冠軍，成為第十三張登上該榜單冠軍的防彈少年團專輯，這張專輯在發行後六小時內售出265萬張，並於發行後第一周售出新紀錄的337萬張，不僅超過《Map of the Soul: Persona》的213萬張銷量，還寫下Hanteo Chart史上第一周專輯銷量的新紀錄，而這張專輯的銷量甚至超過2020年度19張最暢銷專輯的總銷量。在發行後9天內，《Map of the Soul: 7》已售出410萬張，不但寫下Gaon專輯榜史上月度及年度銷量的新紀錄，也超越《Map of the Soul: Persona》的月度及年度銷量而成為南韓史上最暢銷的音樂專輯，並且是Gaon Chart開設以來第一張銷售量超過400萬張的韓語專輯。2020年4月，這張專輯是Gaon Chart自2018年實施銷售認證制度以來第一張獲得四百萬認證的音樂專輯，並且到2022年11月更進一步獲得五百萬認證，因此防彈少年團到Seventeen迷你專輯《FML》在2023年7月取得五百萬認證前是唯一一位實現這項成就的藝人。在《Map of the Soul: 7》發行之後，防彈少年團至今的所有專輯總銷量已超過2,032萬張，成為目前南韓最暢銷的藝人，另外《Map of the Soul: 7》在2020年底以累計銷售量4,376,975張登上Gaon專輯年榜冠軍，並且讓防彈少年團連續第五年在南韓擁有最暢銷的專輯。《Map of the Soul: 7》在日本於發行首周售出超過37萬張而登上Oricon專輯榜冠軍，成為第五張登上該榜單冠軍的防彈少年團專輯，並且在2020年2月以出貨量達到25萬張取得日本唱片協會（RIAJ）白金認證。2020年6月，Oricon宣布銷售量達到42.9萬張的《Map of the Soul: 7》登上Oricon年中專輯榜冠軍，因此防彈少年團不僅是繼以1984年發行的專輯《顫慄》登上該榜單冠軍後36年來第一個登上該排行榜冠軍的外國藝人，也是繼SMAP以2017年發行的熱門專輯《SMAP 25 YEARS》登上該榜單冠軍後3年來第一個登上該排行榜冠軍的男性藝人。

### 歐洲
《Map of the Soul: 7》在英國以3.6萬銷售單位和3.2萬純銷量登上官方榜單公司專輯榜冠軍，成為連續第二張取得該榜單冠軍的防彈少年團專輯，並且因為在英國售出超過6萬張而獲得英国唱片业协会（BPI）銀認證。這張專輯在德國專輯排行榜登上冠軍，因此讓防彈少年團成為第一個登上該榜單冠軍的亞洲藝人。這張專輯在爱尔兰专辑榜登上冠軍，因此讓防彈少年團成為第一個在該國家取得專輯榜冠軍的南韓藝人。這張專輯在澳洲ARIA專輯榜拿下冠軍，不僅是第五張登上該榜單前五名的防彈少年團專輯，也是繼《Map of the Soul: Persona》之後連續第二張取得該榜單冠軍的防彈少年團專輯。這張專輯在法國以23,502等價單位銷量登上SNEP專輯榜冠軍，因此成為第一張在該國家取得冠軍的防彈少年團專輯。

### 全世界
有著《Map of the Soul: 7》的發行，防彈少年團成為第一個在美國、英國、日本、德國以及法國等五大音樂專輯市場登上冠軍的亞洲藝人。無論是純銷量還是所有消費形式包括實體銷售、數位下載和串流平台，國際唱片業協會（IFPI）將《Map of the Soul: 7》名為2020年全球最暢銷專輯，並且頒發首個全球專輯全格式排行榜獎給這張專輯，而防彈少年團也是唯一一支在兩大排行榜上都有多張專輯登榜的音樂團體。

## 曲目列表
以下歌曲的製作名單可以從《Map of the Soul: 7》专辑注释取得。
| 曲序     | 曲目                                                  | 词曲 | 製作人                               | 时长  |
| -------- | ----------------------------------------------------- | --- | ------------------------------------ | ----- |
| 1.       | Intro: Persona（由成員RM演唱）                        | Hiss Noise RM Pdogg | Hiss Noise                           | 2:54  |
| 2.       | 敬微小事物的詩（；Boy With Luv；客串海爾希）          | Pdogg RM 梅蘭妮·豐塔納 （ 英语 ： Melanie Fontana） 米歇爾·舒爾茨 房時爀 SUGA 艾米莉·威斯班德 J-Hope 海爾希 | Pdogg                                | 3:49  |
| 3.       | Make It Right                                         | Fred Again  紅髮艾德 班傑·吉布森 喬·希爾 RM SUGA J-Hope | Fred Again                           | 3:42  |
| 4.       | Jamais Vu（由成員Jin、J-Hope和柾國演唱）              | 馬庫斯·麥考恩 歐文·羅伯茨 馬蒂·湯姆森 馬克斯·林多克·格雷厄姆 雷諾 卡米拉·安妮·斯圖爾特 RM J-Hope 房時爀 | Arcades Bad Milk 馬庫斯·麥考恩       | 3:46  |
| 5.       | Dionysus                                              | Pdogg J-Hope Supreme Boi RM Suga 羅曼·坎波洛 | Pdogg                                | 4:08  |
| 6.       | Interlude: Shadow（由成員SUGA演唱）                   | SUGA El Capitxn Ghstloop Pdogg RM | SUGA El Capitxn Ghstloop             | 4:20  |
| 7.       | Black Swan                                            | Pdogg RM 奧古斯特·里戈 （ 英语 ： August Rigo） 文斯·南特 克萊德·凱利 | Pdogg                                | 3:18  |
| 8.       | Filter（由成員Jimin演唱）                             | 湯姆·維克倫德 希爾達·斯坦馬爾姆 房時爀 李瑟蘭 Lutra danke 鮑比·榮格 安福鎮 Fallin' Dild Neon Boy | 湯姆·維克倫德                        | 3:00  |
| 9.       | 時差（；My Time；由成員柾國演唱）                     | Sleep Deez RM 柾國 傑拉·吉布森 Pdogg 普林茲·波德 里切爾·阿萊恩 | Sleep Deez Pdogg                     | 3:54  |
| 10.      | Louder Than Bombs                                     | 特洛伊·希文 Allie X  Leland （ 英语 ： Leland (musician)） 布拉姆·英斯科爾 （ 英语 ： Bram Inscore） RM Suga J-Hope | Bram Inscore                         | 3:37  |
| 11.      | On                                                    | Pdogg RM 奧古斯特·里戈 米歇爾·舒爾茨 SUGA J-Hope 安東尼娜·阿瑪托 （ 英语 ： Antonina Armato） 克里斯塔·楊斯 朱莉婭·羅斯 | Pdogg                                | 4:06  |
| 12.      | UGH!（；由成員RM、J-Hope和SUGA演唱）                  | Supreme Boi SUGA RM Hiss Noise J-Hope Icecream Drum | Supreme Boi                          | 3:45  |
| 13.      | 00:00 (Zero O'Clock)（由成員Jin、V、Jimin和柾國演唱） | Pdogg RM 傑西·勞倫·福茲 安東尼娜·阿瑪托 | Pdogg                                | 4:10  |
| 14.      | Inner Child（由成員V演唱）                            | Pdogg RM V 賴安·勞裡 馬克斯·格雷厄姆 馬修·湯姆森 艾迪恩·劉易斯 艾利斯·米亞 （ 英语 ： Ellis Miah） 詹姆斯·F·雷諾茲 | ARCADES （ 英语 ： Arcades (band)）                | 3:53  |
| 15.      | 朋友（；Friends；由成員V和Jimin演唱）                 | Pdogg Jimin Supreme Boi ADORA 馬丁·斯約利 （ 英语 ： Martin Sjølie） 張星銀 | Pdogg Jimin                          | 3:19  |
| 16.      | Moon（由成員Jin演唱）                                 | Slow Rabbit RM Jin ADORA DJ Swivel  坎迪斯·妮可·索薩 米凱爾·丹尼爾·凱撒 亞歷克斯·路德維希·林德爾 | Slow Rabbit                          | 3:29  |
| 17.      | Respect（由成員RM和SUGA演唱）                         | Hiss Noise Suga RM El Capitxn | Hiss Noise Suga El Capitxn           | 3:58  |
| 18.      | We Are Bulletproof: The Eternal                       | DJ Swivel Audien  Sunshine（卡茲·奧佩亞&艾倫·伯格） 艾塔·澤爾馬尼 RM 威爾·坦納 古斯藤·達爾奎斯特 坎迪斯·妮可·索薩 SUGA J-Hope Elohim 安東尼娜·阿瑪托 朱莉·瓊斯 亞歷克斯·卡爾森 （ 英语 ： Alex Karlsson） 阿列克謝·維克托羅維奇 | Audien 亨利克·米歇爾森 （ 英语 ： Electric (music producers)） | 4:22  |
| 19.      | Outro: Ego（由成員J-Hope演唱）                        | J-Hope Hiss Noise Supreme Boi | Hiss Noise                           | 3:16  |
| 20.      | On（客串希雅；數位版本額外曲目）                      | 安東尼娜·阿瑪托 奧古斯特·里戈 梅蘭妮·豐塔納 J-Hope 羅斯·朱莉婭·艾琳 克里斯塔·楊斯 米歇爾·舒爾茨 Pdogg RM Suga |                                      | 4:06  |
| 总时长： | 总时长：                                              | 总时长： | 总时长：                             | 75:00 |

## 製作名單
以下名單可從《Map of the Soul: 7》專輯注釋取得。
音樂製作類
- 防彈少年團 – 主唱
  - Jin – 演唱、和聲（曲目8、14~16、18、19）
  - SUGA – 饒舌、鍵盤（曲目6）、和聲（曲目18）
  - J-Hope – 饒舌、副歌（曲目5、7、19）、和聲（曲目5、8、14、15、18、19）、演唱和饒舌詞曲（曲目19）、錄音工程（曲目19）
  - RM – 饒舌、饒舌詞曲（曲目1~3、5、10、11、17）、錄音工程（曲目1~3、5、10、11、17）、副歌（曲目5）、和聲（曲目5、18）、演唱詞曲（曲目17）
  - Jimin – 演唱、副歌（曲目8）、和聲（曲目8、14~16、18、19）
  - V – 演唱、和聲（曲目8、14~16、18、19）
  - 柾國 – 演唱、副歌（曲目2~5、7、9~11、13、15、18）、和聲（曲目8、14~16、18、19）
- 保羅·阿德曼 – 執導助理（曲目11）
- ADORA – 數位編輯（曲目2）、副歌（曲目4、8、10、13~16、19）、錄音工程（曲目4、8、10、13~16、19）
- ARCADES – 製作（曲目4）
- 比安卡·阿里亞加 – 鼓（曲目11）
- 德爾·阿特金斯 – 貝斯（曲目11）
- 艾瑪·阿特金斯 – 鼓（曲目11）
- Bad Milk – 製作（曲目4）
- 克里斯·巴德羅斯 – 喇叭（曲目11）
- 杜安·本傑明 – 管弦樂團指揮（曲目11、15、19）
- 德德里克·邦納 – 合唱團指揮（曲目11、15、17、19）、合唱（曲目11、15、17、19）
- 海莉·布雷蘭 – 喇叭（曲目11）
- 提姆·布朗 – 合唱（曲目11、15、17、19）
- 丹尼爾·凱撒 – 副歌（曲目16）
- 拉斯廷·卡爾霍恩 – 喇叭（曲目11、15、19）
- 克里斯多福·卡列斯 – 喇叭（曲目11）
- 克萊頓·卡梅倫 – 鼓（曲目11）
- 切倫·塞克西爾 – 合唱（曲目11、15、17、19）
- 西沃恩·查普曼 – 鼓（曲目11）
- 馬修·秦 – 喇叭（曲目11）
- 賈斯汀·科爾 – 鼓（曲目11）
- 凱拉‧柯林斯 – 合唱（曲目11、15、17、19）
- 梅洛尼·柯林斯 – 合唱團指揮助理（曲目11、15、17、19）
- 傑森·德·萊昂 – 鼓（曲目11）
- DJ Friz – 刮（曲目17）
- El Capitxn – 數位編輯（曲目3、5、8、9、13、15）、合成器（曲目6）
- 馬修·埃斯皮諾薩 – 喇叭（曲目11）
- 肯·費雪 – 副執導（曲目11）
- 梅蘭妮·喬伊·豐塔納 – 副歌（曲目2、11）
- 詹姆斯·福特（英语：James Ford (musician)） – 喇叭（曲目11、15、19）
- 傑西·勞倫·福茲 – 副歌（曲目13）
- FRANTS – 貝斯（曲目6、14、16、19）、錄音工程（曲目6、14、16、19）、數位編輯（曲目8、15）、和聲（曲目12）、吉他（曲目14）
- Kia Dawn Fulton – 合唱（曲目11、15、17、19）
- Ghstloop – 鍵盤（曲目6）、合成器（曲目6）、數位剪輯（曲目6、10、13、14）、和聲（曲目12）
- 弗雷德·吉布森 – 製作（曲目3）、鼓（曲目3）、鍵盤（曲目3）、合成器（曲目3）、編程（曲目3）
- 馬克斯·林多克·格雷厄姆 – 吉他（曲目4、14）、鍵盤（曲目4）、打擊樂（曲目4、14）、聲碼器 （曲目4）、編程（曲目4、14）、和聲（曲目14）
- 黛安娜·格林伍德 – 鼓（曲目11）
- 薩默·格里爾 – 合唱（曲目11、15、17、19）
- 海爾希 – 副歌（曲目2）
- 恩尼斯·哈里斯 – 喇叭（曲目11）
- 史賓塞·哈特 – 喇叭（曲目11）
- Hiss noise – 製作（曲目1）、鍵盤（曲目1、4、12、17、19）、合成器（曲目1、17、19）、吉他（曲目1）、錄音工程（曲目1、3、4）、數位編輯（曲目1、3~5、7~10、13、14、17~19）、和聲（曲目5、12）
- Icecream Drum – 鼓聲編程（曲目12）
- 布拉姆·英斯科爾 – 樂器（曲目10）
- 亞歷克斯·卡爾森（英语：Alex Karlsson） – 副歌（曲目18）
- 溫德爾·凱利 – 喇叭（曲目15、19）
- 布倫登·克爾西·威爾遜 – 喇叭（曲目11）
- 莫伊羅·康切拉 – 合唱（曲目11、15、17、19）
- 薩姆·克雷迪奇 – 喇叭（曲目11）
- 賴安·勞裡 – 副歌（曲目14）、和聲（曲目14）
- 李泰旭 – 吉他（曲目1、2、4、16）
- 艾迪恩·劉易斯 – 和聲（曲目14）
- 路德維希·林德爾 – 副歌（曲目16）
- 埃文·麥基 – 喇叭（曲目11）
- 耶穌·馬丁內斯 – 喇叭（曲目11）
- 查達·麥卡利斯特 – 合唱（曲目11、15、17、19）
- 馬庫斯·麥考恩 – 製作（曲目4）、鍵盤（曲目4）、打擊樂（曲目4）、副歌（曲目4）、編程（曲目4）
- 科林·麥克拉里 – 喇叭（曲目11）
- 約翰·麥克尤恩 – 和聲（曲目14）
- 凱文·麥基翁 – 執導（曲目11）
- 艾利斯·米亞 – 和聲（曲目14）
- 亨利克·米歇爾森（英语：Electric (music producers)） – 製作（曲目14）
- 基特·諾頓 – 和聲（曲目14）
- 厄姆·納瓦羅 – 喇叭（曲目15、19）
- Nobody – 貝斯（曲目15）
- 卡茲·奧佩亞 – 副歌（曲目18）、和聲（曲目18）
- 瑪麗·奧蒂諾 – 和聲（曲目14）
- 凱蒂·奧斯本 – 喇叭（曲目11）
- 喬恩·帕彭布魯克 – 喇叭（曲目15、19）
- Pdogg – 製作（曲目2）、鍵盤（曲目2、5、7、9、11、13、15、17）、合成器（曲目2、5~7、9、11、13~15）、演唱詞曲（曲目2~11、13~15、17、18）、饒舌詞曲（曲目2~4、6、7、10、11、17、18）、錄音工程（曲目2~11、13~15、17、18）、數位編輯（曲目2、11、15）、和聲（曲目5、12、16）、額外製作（曲目6、10、14）
- 馬庫斯·佩雷斯 – 喇叭（曲目11）
- Phil X – 吉他（曲目5）、錄音工程（曲目5）
- 塞繆爾·龐茲 – 合唱（曲目11、15、17、19）
- 納撒尼爾·拉斯本 – 編程（曲目18）、鍵盤（曲目18）
- 詹姆斯·F·雷諾茲 – 混音工程（曲目3、14、16、18）、和聲（曲目14）
- 歐文·羅伯茨 – 鍵盤（曲目4）、打擊樂（曲目4）、編程（曲目4）
- 肯·薩拉 – 鼓（曲目11）
- 沃爾特·西蒙森 – 鼓（曲目11）
- 馬丁·斯喬利 – 副歌（曲目15）
- Sleep Deez – 鍵盤（曲目9）、合成器（曲目9）
- 傑拉·吉布森 - 演唱、共同詞曲（曲目9）
- Slow Rabbit – 和聲（曲目12）、鍵盤（曲目16）、合成器（曲目16）、演唱詞曲（曲目16）、錄音工程（曲目16）、數位編輯（曲目16）
- 坎迪斯·妮可·索薩 – 副歌（曲目16、18）
- 邁克爾·斯特拉涅利 – 喇叭（曲目11）
- Supreme Boi – 和聲（曲目5、12）、饒舌詞曲（曲目5、12）錄音工程（曲目5、12）、數位編輯（曲目5、12）、鍵盤（曲目12）、合成器（曲目12）、鼓聲編程（曲目12）、演唱詞曲（曲目12）
- 威爾·坦納 – 和聲（曲目18）
- 馬特·湯姆森 – 吉他（曲目4、14）、鍵盤（曲目4）、打擊樂（曲目4、14）、聲碼器（曲目4）、編程（曲目4、14）
- 納特·瓦倫特 – 和聲（曲目14）
- 阿列克謝·維克托羅維奇 – 副歌（曲目18）
- 約書亞·馮·伯格曼 – 鼓（曲目11）
- 湯姆·維克倫德 – 樂器和編程（曲目8）、副歌（曲目8）
- 安珀·賴特 – 合唱（曲目11、15、17、19）
- 艾德·溫 – 喇叭（曲目15、19）)
- Young – 吉他（曲目6、9、11、13、15~17）
- 喬丹·楊 – 副歌（曲目16、18）、錄音工程（曲目16）
- 扎基亞·楊 – 合唱（曲目11、15、17、19）
- 艾塔·澤爾馬尼 – 副歌（曲目18）

技術類
- 赫克托·卡斯蒂略 – 混音工程（曲目10）
- DJ Riggins – 混音工程（曲目7、9、11）
- 克里斯·格林格（英语：Chris Gehringer） – 母帶後製（全部曲目）[186]
- 卡洛斯·伊姆佩拉托里 – 混音工程（曲目10）
- 傑森·喬舒亞 – 混音工程（曲目2、5、7、9、11）
- 鄭宇永 – 數位編輯（曲目4）、錄音工程（曲目6、13、15~17）
- 金智妍 – 錄音工程（曲目1、4）
- 肯·劉易斯 – 混音工程（曲目1、6、12）
- 克勞迪斯·米滕多夫 – 混音工程（曲目16）
- 朴恩貞 – 錄音工程（曲目16）
- 朴真世 – 錄音工程（曲目2）
- 艾里克·賴歇斯 – 錄音工程（曲目11、15、17、19）
- 雅各·理查茲 – 錄音工程（曲目7、9、11）
- 米歇爾·舒爾茨 – 錄音工程（曲目2）
- 馬克斯·西伯格 – 混音工程（曲目7、9、11）
- 陳志明 – 混音工程（曲目8）
- 亞歷克斯·威廉斯 – 錄音工程（曲目2、11）
- Yang Ga – 混音工程（曲目4、13、17、19）
- 比爾·齊默曼 – 混音工程（曲目8）

## 榜單表現
| 排行榜（2020~2022年）                     | 最高 排名 |
| ----------------------------------------- | --------- |
| 阿根廷（CAPIF專輯榜）                     | 5         |
| 澳大利亞（ARIA專輯榜）                    | 1         |
| 奧地利（奧地利Ö3專輯榜）                  | 1         |
| 比利時法蘭德斯（Ultratop專輯榜）          | 1         |
| 比利時瓦隆（Ultratop專輯榜）              | 2         |
| 加拿大（《告示牌》Canadian Albums Chart） | 1         |
| 克羅埃西亞（HDU國際專輯榜）               | 10        |
| 捷克（ČNS IFPI專輯榜）                    | 12        |
| 丹麥（Hitlisten專輯榜）                   | 4         |
| 荷蘭（MegaCharts專輯榜）                  | 1         |
| 愛沙尼亞（《爱沙尼亚快报》四十大專輯榜）  | 1         |
| 芬蘭（Suomen virallinen lista專輯榜）     | 2         |
| 法國（SNEP專輯榜）                        | 1         |
| 德國（Offizielle Top 100專輯榜）          | 1         |
| 希臘（IFPI希臘專輯榜）                    | 61        |
| 匈牙利（MAHASZ專輯榜）                    | 1         |
| 冰島（Tónlistinn專輯榜）                  | 12        |
| 愛爾蘭（IRMA專輯榜）                      | 1         |
| 義大利（FIMI專輯榜）                      | 3         |
| 日本（Oricon專輯榜）                      | 1         |
| 日本（《日本告示牌》熱門專輯榜）          | 1         |
| 立陶宛（AGATA專輯榜）                     | 1         |
| 紐西蘭（RMNZ專輯榜）                      | 1         |
| 墨西哥（AMPROFON專輯榜）                  | 3         |
| 挪威（VG-lista專輯榜）                    | 2         |
| 波蘭（ZPAV專輯榜）                        | 1         |
| 葡萄牙（AFP專輯榜）                       | 1         |
| 蘇格蘭（OCC專輯榜）                       | 1         |
| 斯洛伐克（ČNS IFPI專輯榜）                | 22        |
| 南韓（Gaon專輯榜）                        | 1         |
| 西班牙（PROMUSICAE專輯榜）                | 1         |
| 瑞典（Sverigetopplistan專輯榜）           | 3         |
| 瑞士（Schweizer Hitparade專輯榜）         | 1         |
| 英國（OCC專輯榜）                         | 1         |
| 英國（OCC獨立專輯榜）                     | 1         |
| 美国（《告示牌》200）                     | 1         |
| 美國（《告示牌》Independent Albums）      | 1         |
| 美國（《告示牌》World Albums）            | 1         |

| 排行榜（2020年）     | 最高 排名 |
| -------------------- | --------- |
| 日本（Oricon專輯榜） | 1         |
| 南韓（Gaon專輯榜）   | 1         |

| 排行榜（2020年）                     | 排名 |
| ------------------------------------ | ---- |
| 澳大利亞（ARIA專輯榜）               | 14   |
| 奧地利（奧地利Ö3專輯榜）             | 32   |
| 比利時法蘭德斯（Ultratop專輯榜）     | 24   |
| 比利時瓦隆（Ultratop專輯榜）         | 33   |
| 丹麥（Hitlisten專輯榜）              | 87   |
| 荷蘭（MegaCharts專輯榜）             | 45   |
| 法國（SNEP專輯榜）                   | 42   |
| 德國（Offizielle Top 100專輯榜）     | 12   |
| 匈牙利（MAHASZ專輯榜-排名類）        | 3    |
| 匈牙利（MAHASZ專輯榜-銷售類）        | 6    |
| 義大利（FIMI專輯榜）                 | 68   |
| 日本（《日本告示牌》熱門專輯榜）     | 10   |
| 日本（Oricon專輯榜）                 | 5    |
| 紐西蘭（RMNZ專輯榜）                 | 20   |
| 波蘭（ZPAV專輯榜）                   | 17   |
| 葡萄牙（AFP專輯榜）                  | 1    |
| 南韓（Gaon專輯榜）                   | 1    |
| 西班牙（PROMUSICAE專輯榜）           | 33   |
| 瑞士（Schweizer Hitparade專輯榜）    | 7    |
| 英國（OCC專輯榜）                    | 48   |
| 美國（《告示牌》200）                | 20   |
| 美國（《告示牌》Independent Albums） | 2    |
| 排行榜（2021年）                     | 排名 |
| 比利時法蘭德斯（Ultratop專輯榜）     | 175  |
| 法國（SNEP專輯榜）                   | 132  |
| 匈牙利（MAHASZ專輯榜）               | 49   |
| 日本（Oricon專輯榜）                 | 58   |
| 南韓（Gaon專輯榜）                   | 41   |
| 美國（《告示牌》200）                | 113  |
| 美國（《告示牌》Independent Albums） | 11   |
| 排行榜（2022年）                     | 排名 |
| 南韓（Circle專輯榜）                 | 47   |

## 銷售與認證
| 地區                               | 认证    | 认证单位/销量 |
| ---------------------------------- | ------- | ------------- |
| 比利时（比利時唱片音樂協會）       | 金      | 15,000‡       |
| 加拿大                             | —       | 31,000        |
| 丹麦（國際唱片業協會丹麥分會）     | 金      | 10,000‡       |
| 法国（法國唱片出版業公會）         | 白金    | 100,000‡      |
| 匈牙利（匈牙利录音制品制作者协会） | 金      | 2,000‡        |
| 意大利（意大利音乐产业联盟）       | 金      | 25,000‡       |
| 日本（日本唱片協會）               | 白金    | 469,933       |
| 新西兰（新西兰唱片音乐协会）       | 金      | 7,500‡        |
| 波兰（波蘭音像製造商協會）         | 白金    | 20,000‡       |
| 韓國（韓國音樂內容協會）           | 5× 百万 | 5,014,888     |
| 西班牙（西班牙音樂製作協會）       | 金      | 20,000‡       |
| 英国（英国唱片业协会）             | 金      | 100,000‡      |
| 美国（美國唱片業協會）             | 白金    | 674,000       |
| 總計                               |         |               |
| 全世界（國際唱片業協會）           | —       | 4,800,000     |
| ‡僅含認證的+實際銷量               |         |               |

## 發行歷史
| 國家/地區 | 日期          | 格式              | 廠牌                 | 參考            |
| --------- | ------------- | ----------------- | -------------------- | --------------- |
| 全世界    | 2020年2月21日 | 數位音樂下載 串流 | Big Hit Dreamus      | [ 61 ]          |
| 南韓      | 2020年2月21日 | CD                | Big Hit Dreamus      | [ 273 ]         |
| 日本      | 2020年2月21日 | CD                | Big Hit Dreamus 維京 | [ 274 ] [ 275 ] |
| 北美洲    | 2020年2月21日 | CD                | Big Hit 哥倫比亞     | [ 276 ]         |
| 歐洲      | 2020年2月21日 | CD                | Big Hit 哥倫比亞     | [ 276 ]         |
| 奧地利    | 2020年2月24日 | CD                | Big Hit 德國索尼音樂 | [ 277 ]         |
| 德國      | 2020年2月24日 | CD                | Big Hit 德國索尼音樂 | [ 278 ]         |
| 瑞士      | 2020年2月24日 | CD                | Big Hit 德國索尼音樂 | [ 279 ]         |

## 導航連結
- T:Oricon專輯週榜冠軍 (2020年)
- T:Oricon專輯下載週榜冠軍 (2020年)
- T:Oricon專輯合算週榜冠軍 (2020年)
- T:Oricon專輯月榜冠軍 (2020年代前期)
- T:Billboard JAPAN Hot Albums 週榜冠軍 (2020年)
- T:Billboard JAPAN Top Albums Sales 週榜冠軍 (2020年)
- T:Billboard JAPAN Top Albums Sales 週榜冠軍 (2020年)
- T:Billboard JAPAN Download Albums 週榜冠軍 (2020年)
- T:Gaon專輯週榜冠軍 (2020年)
- T:Gaon專輯月榜冠軍 (2020年代前期)
- T:Gaon專輯年榜冠軍 (2020年代)